# Mínea
A Mínea görög eredetű női név, jelentése: Minosz szigetéről származó.

## Gyakorisága
Az 1990-es években szórványos név, a 2000-es években nem szerepel a 100 leggyakoribb női név között.

## Névnapok
- december 24.[2]